# Durchwachsene Silphie
Die Durchwachsene Silphie (Silphium perfoliatum) ist eine in Nordamerika beheimatete Pflanzenart aus der Familie der Korbblütler (Asteraceae). Sie ist eine ausdauernde und mehrjährige Pflanze, die aufgrund ihrer großen Biomasseproduktion als Energiepflanze angebaut werden kann.

## Merkmale

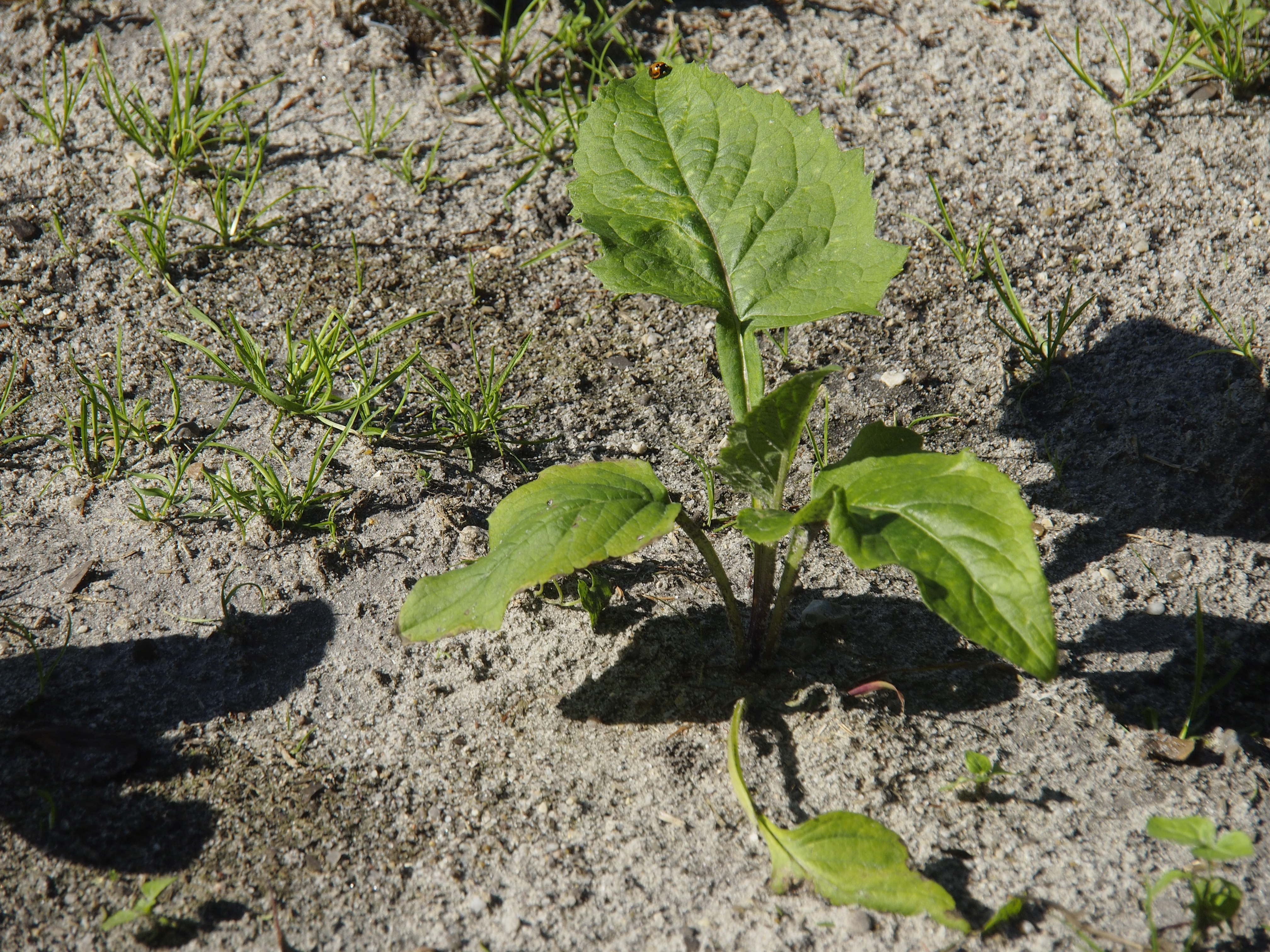
Durchwachsene Silphie, Jungpflanze

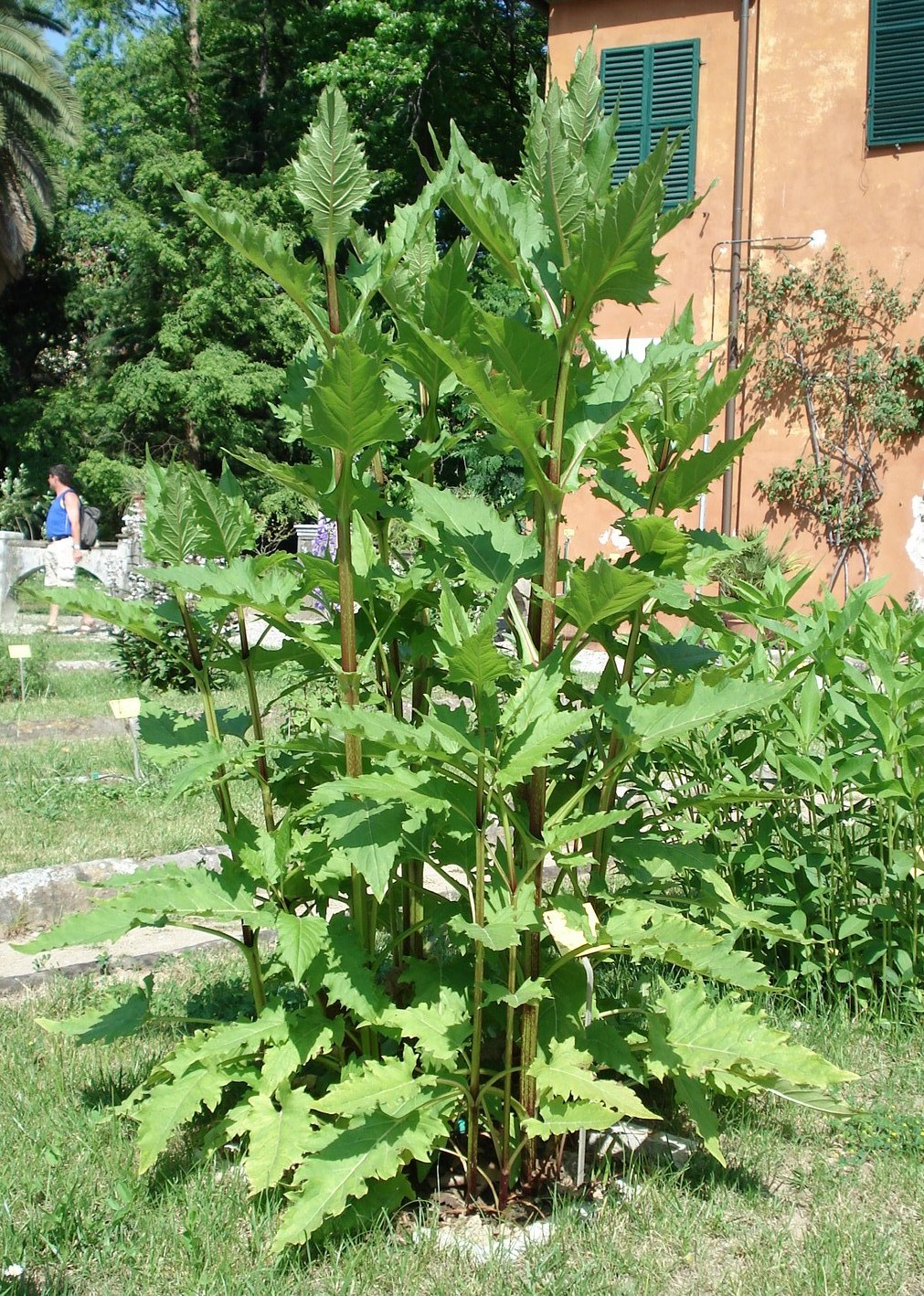
Habitus der Durchwachsenen Silphie

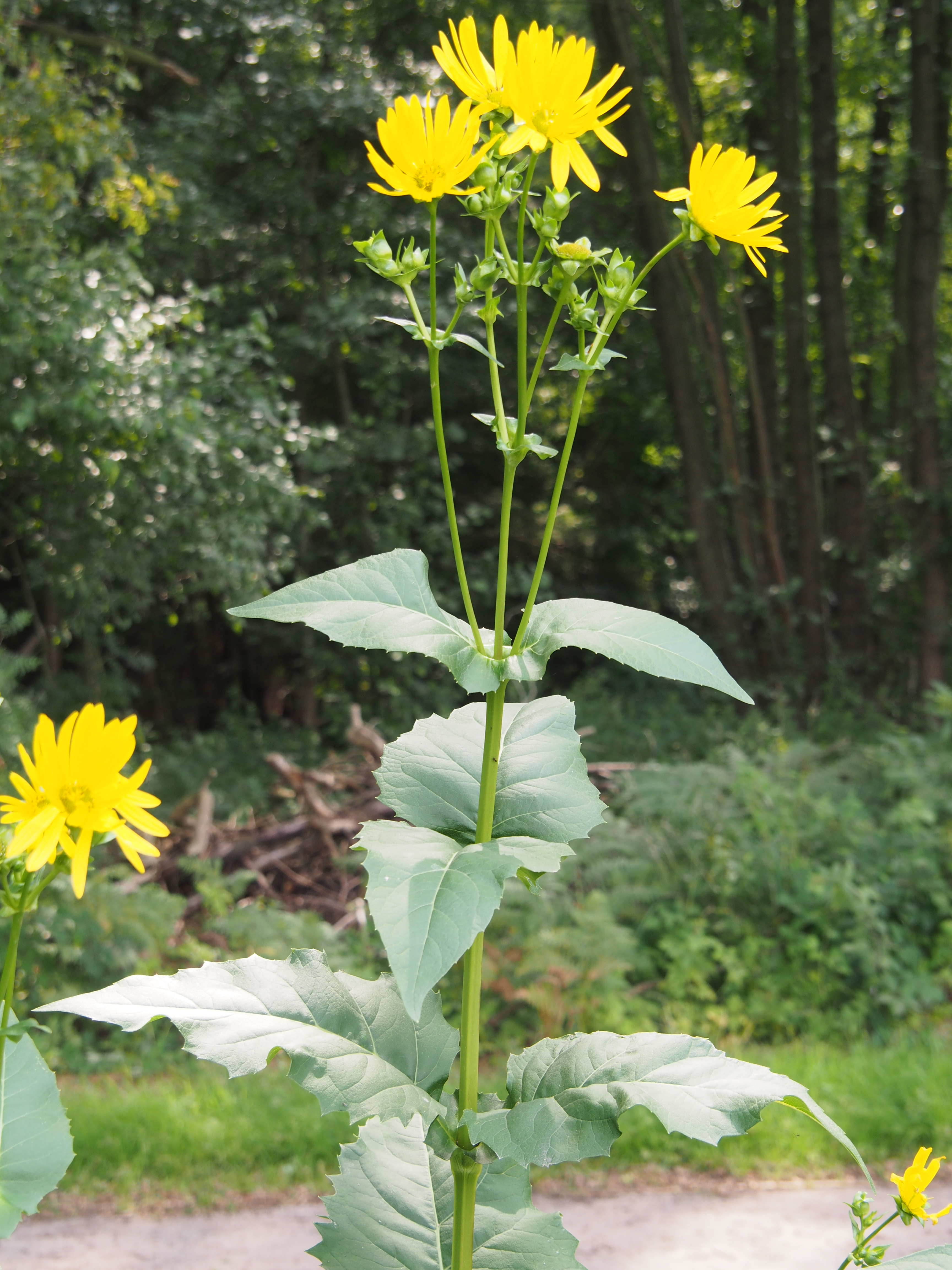
Habitus mit Blüten

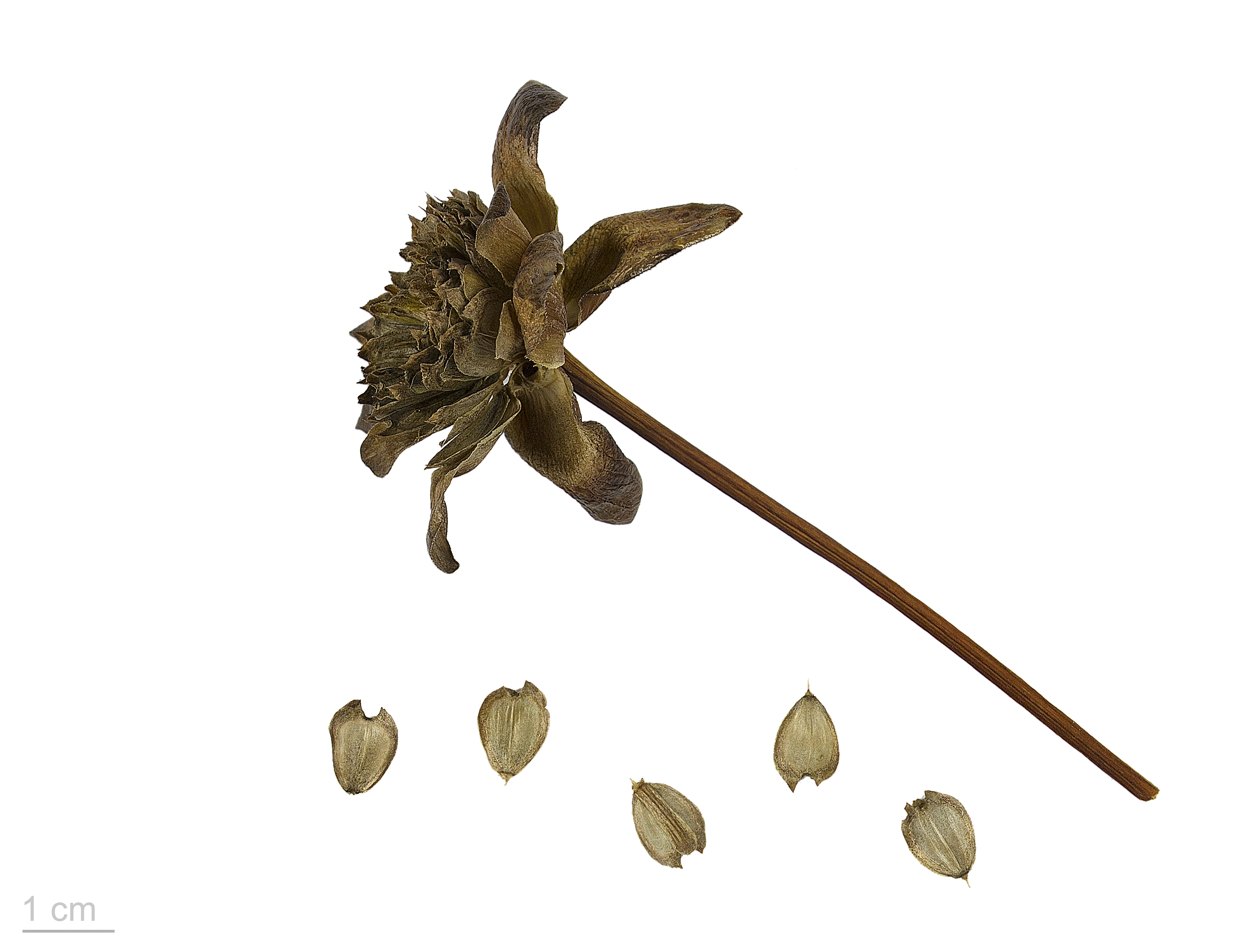
Silphium perfoliatum

Die Durchwachsene Silphie erreicht eine Wuchshöhe von bis zu drei Metern. Sie besitzt vierkantige Stängel mit weiten Internodien. Die Blätter sind mittelgrün, am Blattrand gezähnt, ungeteilt, lanzettlich, gegenständig und behaart. Auffällig dabei sind die am Stängel verwachsenen Blattpaare, die auf diese Weise kleine „Becher“ bilden, in denen sich Tau- und Regenwasser sammelt. Dieses Merkmal führt zu dem im englischen Sprachraum verbreiteten Namen cup plant, zu Deutsch „Becherpflanze“. Durch diese Eigenschaft ist die Durchwachsene Silphie an Trockenstandorte angepasst, da sie den Wasservorrat in Trockenzeiten für sich nutzen kann.
Die Blütenstände enthalten (wie bei den meisten Korbblütlern) Röhren- und Zungenblüten. Die Zungenblüten sind gelb. Die Blütenstände sind einzeln, endständig, 6 bis 8 cm groß und im Verhältnis zu der beachtlichen Wuchshöhe relativ klein. Die Blütezeit erstreckt sich von Juli bis September.
Die Vermehrung erfolgt über Samen, Aussaat ab April, längere Kühlphasen zur Keimung sind dabei günstig.
Die Chromosomenzahl beträgt 2n = 14.

## Verbreitung
Die Durchwachsene Silphie stammt aus der gemäßigten Klimazone Nordamerikas und ist in den östlichen Bundesstaaten der USA sowie Kanadas verbreitet.

## Verwendung

### Nutzung als Futterpflanze
In Deutschland wird sie von einzelnen Landwirtschaftsbetrieben als Futter- und Silagepflanze angebaut. Bei Kleingärtnern ist sie durch ihren extensiven Anbau und die Langlebigkeit als Nutzpflanze beliebt. Ebenso bei Imkern, da Korbblütler für Bienen und andere Insekten interessant sind. Für Haustiere wie Kaninchen, Meerschweinchen, Schafe oder Ziegen eignet sie sich hervorragend als Grünfutter.

### Nutzung als Energiepflanze
Die Durchwachsene Silphie wird als potenzielle Energiepflanze angesehen und ist vor allem aufgrund ihrer Anpassung an trockene Standorte interessant, da sie, anders als etwa Mais, ihre Feuchtigkeit nicht nur aus dem Boden, sondern auch aus den Blattbechern beziehen kann. Zudem zeichnet sie sich durch eine hohe Biomasse und eine hohe Biogasausbeute aus, die auf schwierigeren Standorten mit Energiemais vergleichbar sind. So produziert die Durchwachsene Silphie im Anbau ab dem zweiten Jahr zwischen 13 und 20 Tonnen Biomasse pro Hektar Anbaufläche. Bei Versuchen in Thüringen wurden Erträge von 18 bis 28 t Trockenmasse ab dem zweiten Standjahr erreicht.
Da die Durchwachsene Silphie in Nordamerika in mit mitteleuropäischen Klimaverhältnissen vergleichbaren Gebieten vorkommt und längere Kälteperioden schadlos übersteht, lässt sie sich auch in Europa problemlos anbauen. Dabei lässt sie sich über einen Zeitraum von mindestens zehn Jahren regelmäßig beernten. Die Mehrjährigkeit der Silphie bietet weitere Vorteile gegenüber dem Mais. Durch die Beschattung des Bodens durch das Blattwerk werden ab dem zweiten Anbaujahr keine Herbizide benötigt. Zudem wird eine Bodenerosion weitgehend vermieden.
Allerdings sind die Kosten im ersten Pflanzjahr relativ hoch. Eine Direktsaat wurde zu Beginn der Nutzung in Deutschland nicht empfohlen, da die Jungpflanzen noch nicht konkurrenzstark genug gegenüber Unkräutern sind. Stattdessen wurde eine Pflanzung vorkultivierter Jungpflanzen empfohlen. Im ersten Jahr ist eine Unkrautbekämpfung notwendig, da die Pflanzen zunächst nur eine Blattrosette am Boden ausbilden und weiterhin konkurrenzschwach sind. Von 2014 bis Herbst 2025 waren zwei zugelassene Herbizide für die Silphie verfügbar. Trotzdem müssen Unkräuter in der Regel noch maschinell bekämpft werden. Die hohen Kosten im ersten Anbaujahr stellten bisher eine Barriere für den Anbau in der Praxis dar, auch wenn diese durch die geringen Kosten in den Folgejahren und die lange Nutzungsdauer ökonomisch weniger ins Gewicht fallen.
Auf einer Fläche mit Durchwachsener Silphie, die als im Umweltinteresse genutzte Fläche ausgewiesen ist, dürfen Pflanzenschutzmittel, ausgenommen im ersten Jahr, und mineralische Düngemittel nicht eingesetzt werden (§ 32c der Direktzahlungen-Durchführungsverordnung).
Durch eine Verbesserung des Saatgutes und optimierte Aussaatverfahren ist inzwischen (Stand 2023) eine Direktaussaat, ggf. zusammen mit Mais, die Regel. Dabei erbringt der optional in reduzierter Dichte mit ausgebrachte Mais im ersten Jahr ca. 50 % seines Ertrages in Monokultur und kompensiert damit teilweise den Umstand, dass die Silphie im ersten Jahr noch keine Erträge bringt. Ab dem zweiten Jahr wird dann nur noch die Silphie geerntet.

### Nutzung als Bienenweide
Die Durchwachsene Silphie gilt als gute Bienenweide. Sie blüht von Juni bis September und damit in einer Zeit, in der Honigbienen nicht mehr allzu viel Nektar finden. Die jährlichen Honigerträge betragen etwa 150 kg/ha.

### Nutzung als Rohstoff zur Papierherstellung
Die Durchwachsene Silphie wird zudem als guter Rohstoff zur Papierherstellung betrachtet. Anders als Bäume braucht die Silphie nur ein Jahr um nachzuwachsen. Allerdings ist die Papierproduktion alleine mit Fasern der Silphie (Stand 2021) noch nicht möglich, da weiterhin auch Zellstoff aus Holzfasern benötigt wird.